# Bad Wörishofen
Bad Wörishofen (până în 1920 Wörishofen) este un oraș din districtul Unterallgäu, regiunea administrativă Șvabia, landul Bavaria, Germania.

## Centru balnear
Preotului catolic Sebastian Kneipp (1821-1897) i se datorează transformarea localității în centru balnear la sfârșitul secolului al XIX-lea.